# Lozanella
Lozanella là danh pháp khoa học của một chi thực vật có hoa thuộc họ Cannabaceae.
Jesse More Greenman mô tả chi này năm 1905 trong Proc. Amer. Acad. Arts số 41 trang 236-237, với loài duy nhất được ông ghi nhận là Lozanella trematoides.

## Từ nguyên
Tên chi Lozanella để vinh danh José Filemón Guadalupe Lozano y Lozano (1877 – sau 1940), bạn đồng hành tại Mexico của nhà thực vật học người Mỹ Cyrus Pringle (1838-1911) trong thời gian ông thám hiểm Mexico.

## Phân bố
Các loài của chi này là bản địa khu vực từ Mexico qua Trung Mỹ (Costa Rica, El Salvador, Guatemala, Honduras, Panamá) tới Bolivia, Colombia, Ecuador, Peru và Venezuela.

## Các loài
Hai loài hiện tại được Kew công nhận;
- Lozanella enantiophylla (Donn.Sm.) Killip & C.V.Morton, 1931 (đồng nghĩa: Lozanella trematoides): Có tại Bolivia, Colombia, Costa Rica, Ecuador, El Salvador, Guatemala, Honduras, Mexico, Panamá, Peru, Venezuela.
- Lozanella permollis Killip & C.V.Morton, 1931: Có tại Bolivia, Colombia, Ecuador, Peru, Venezuela.